# Partido Nacionalista Basco
Partido Nacionalista Basco, (em basco: Euzko Alderdi Jeltzalea - em castelhano: Partido Nacionalista Basco) (EAJ-PNV) é um partido político, fundado em 1895, com atuação no País Basco e em Navarra, ambas regiões da Espanha e no País Basco francês. Sua ideologia é considerada nacionalista, separatista e de centro-direita. É contrário à violência da ETA.
Em Navarra forma parte da coligação Nafarroa Bai junto com Eusko Alkartasuna, Batzarre, Aralar e sectores de independentes.

## Resultados Eleitorais

### Eleições legislativas de Espanha

#### País Basco
| Data    | CI. | Votos   | %            | +/- | Deputados | +/-     | Status            |
| ------- | --- | ------- | ------------ | --- | --------- | ------- | ----------------- |
| 1977    | 1.º | 296 193 | 29,3 / 100,0 |     | 8 / 21    |         | Oposição          |
| 1979    | 1.º | 275 292 | 27,6 / 100,0 | 1,7 | 7 / 21    | 1       | Oposição          |
| 1982    | 1.º | 379 293 | 31,7 / 100,0 | 4,1 | 8 / 21    | 1       | Oposição          |
| 1986    | 1.º | 304 675 | 27,8 / 100,0 | 3,9 | 6 / 21    | 2       | Oposição          |
| 1989    | 1.º | 252 119 | 22,8 / 100,0 | 5,0 | 5 / 21    | 1       | Oposição          |
| 1993    | 2.º | 287 908 | 24,1 / 100,0 | 1,3 | 5 / 19    | Estável | Apoio parlamentar |
| 1996    | 1.º | 315 793 | 25,0 / 100,0 | 0,9 | 5 / 19    | Estável | Apoio parlamentar |
| 2000    | 1.º | 347 417 | 30,4 / 100,0 | 5,4 | 7 / 19    | 2       | Oposição          |
| 2004    | 1.º | 420 980 | 33,7 / 100,0 | 3,3 | 7 / 19    | Estável | Oposição          |
| 2008    | 2.º | 306 128 | 27,1 / 100,0 | 6,6 | 6 / 18    | 1       | Oposição          |
| 2011    | 1.º | 324 317 | 27,4 / 100,0 | 0,3 | 5 / 18    | 1       | Oposição          |
| 2015    | 2.º | 302 316 | 24,7 / 100,0 | 2,7 | 6 / 18    | 1       | Oposição          |
| 2016    | 2.º | 287 014 | 24,9 / 100,0 | 0,2 | 5 / 18    | 1       | Oposição          |
| 04/2019 | 1.º | 394 627 | 31,1 / 100,0 | 6,2 | 6 / 18    | 1       | Oposição          |
| 11/2019 | 1.º | 377 423 | 32,1 / 100,0 | 1,0 | 7 / 18    | 1       |                   |

#### Navarra
| Data    | CI. | Votos  | %            | +/-  | Deputados | +/-     | Status            | Coligação                 |
| ------- | --- | ------ | ------------ | ---- | --------- | ------- | ----------------- | ------------------------- |
| 1977    | 5.º | 18 079 | 7,0 / 100,0  |      | 0 / 5     |         | Extra-parlamentar | União Autonomista Navarra |
| 1979    | 5.º | 21 305 | 8,4 / 100,0  | 1,4  | 0 / 5     | Estável | Extra-parlamentar |                           |
| 1982    | 5.º | 16 363 | 5,5 / 100,0  | 2,9  | 0 / 5     | Estável | Extra-parlamentar |                           |
| 1986    | 7.º | 4 935  | 1,8 / 100,0  | 3,7  | 0 / 5     | Estável | Extra-parlamentar |                           |
| 1989    | 8.º | 2 562  | 0,9 / 100,0  | 0,9  | 0 / 5     | Estável | Extra-parlamentar |                           |
| 1993    | 8.º | 3 540  | 1,1 / 100,0  | 0,2  | 0 / 5     | Estável | Extra-parlamentar |                           |
| 1996    | 7.º | 3 158  | 1,0 / 100,0  | 0,1  | 0 / 5     | Estável | Extra-parlamentar |                           |
| 2000    | 6.º | 6 536  | 2,2 / 100,0  | 1,2  | 0 / 5     | Estável | Extra-parlamentar |                           |
| 2004    | 3.º | 61 045 | 18,0 / 100,0 | 15,8 | 1 / 5     | 1       | Oposição          | Nafarroa Bai              |
| 2008    | 3.º | 62 398 | 18,4 / 100,0 | 0,4  | 1 / 5     | Estável | Oposição          | Nafarroa Bai              |
| 2011    | 4.º | 42 415 | 12,8 / 100,0 | 5,6  | 1 / 5     | Estável | Extra-parlamentar | Geroa Bai                 |
| 2015    | 5.º | 30 642 | 8,7 / 100,0  | 4,1  | 0 / 5     | 1       | Extra-parlamentar | Geroa Bai                 |
| 2016    | 6.º | 14 343 | 4,3 / 100,0  | 4,4  | 0 / 5     | Estável | Extra-parlamentar | Geroa Bai                 |
| 04/2019 | 5.º | 22 150 | 6,1 / 100,0  | 1,8  | 0 / 5     | Estável | Extra-parlamentar | Geroa Bai                 |
| 11/2019 | 6.º | 12 622 | 3,8 / 100,0  | 2,3  | 0 / 5     | Estável | Extra-parlamentar | Geroa Bai                 |

### Eleições regionais

#### País Basco
| Data | CI. | Votos   | %            | +/-  | Deputados | +/-     | Status   | Notas          |
| ---- | --- | ------- | ------------ | ---- | --------- | ------- | -------- | -------------- |
| 1980 | 1.º | 349 102 | 38,1 / 100,0 |      | 25 / 60   |         | Governo  |                |
| 1984 | 1.º | 451 178 | 42,0 / 100,0 | 3,9  | 32 / 75   | 7       | Governo  |                |
| 1986 | 1.º | 271 208 | 23,7 / 100,0 | 18,3 | 17 / 75   | 15      | Governo  |                |
| 1990 | 1.º | 289 701 | 28,5 / 100,0 | 4,8  | 22 / 75   | 5       | Governo  |                |
| 1994 | 1.º | 304 346 | 29,8 / 100,0 | 1,3  | 22 / 75   | Estável | Governo  |                |
| 1998 | 1.º | 350 322 | 28,0 / 100,0 | 1,8  | 21 / 75   | 1       | Governo  |                |
| 2001 | 1.º | 604 222 | 42,7 / 100,0 | 14,7 | 26 / 75   | 5       | Governo  | Aliança com EA |
| 2005 | 1.º | 468 117 | 38,7 / 100,0 | 4,0  | 22 / 75   | 4       | Governo  | Aliança com EA |
| 2009 | 1.º | 399 600 | 38,6 / 100,0 | 0,1  | 30 / 75   | 8       | Oposição |                |
| 2012 | 1.º | 384 766 | 34,6 / 100,0 | 4,0  | 27 / 75   | 3       | Governo  |                |
| 2016 | 1.º | 397 664 | 37,4 / 100,0 | 2,8  | 29 / 75   | 2       | Governo  |                |
| 2020 | 1.º | 349 429 | 38,8 / 100,0 | 1,4  | 31 / 75   | 2       |          |                |

#### Navarra
| Data | CI.  | Votos  | %            | +/-  | Deputados | +/-     | Status            | Coligação            |
| ---- | ---- | ------ | ------------ | ---- | --------- | ------- | ----------------- | -------------------- |
| 1979 | 6.º  | 12 845 | 5,1 / 100,0  |      | 3 / 70    |         | Oposição          | Nacionalistas Bascos |
| 1983 | 5.º  | 18 169 | 6,9 / 100,0  | 1,8  | 3 / 50    | Estável | Oposição          |                      |
| 1987 | 11.º | 2 661  | 1,0 / 100,0  | 5,9  | 0 / 50    | 3       | Extra-parlamentar |                      |
| 1991 | 10.º | 3 071  | 1,1 / 100,0  | 1,1  | 0 / 50    | Estável | Extra-parlamentar |                      |
| 1995 | 8.º  | 2 943  | 1,0 / 100,0  | 0,1  | 0 / 50    | Estável | Extra-parlamentar |                      |
| 1999 | 6.º  | 16 512 | 5,6 / 100,0  | 4,6  | 1 / 50    | 1       | Oposição          | Aliança com EA       |
| 2003 | 6.º  | 22 824 | 7,6 / 100,0  | 2,0  | 1 / 50    | Estável | Oposição          | Aliança com EA       |
| 2007 | 2.º  | 77 893 | 24,0 / 100,0 | 16,4 | 1 / 50    | Estável | Oposição          | Nafarroa Bai         |
| 2011 | 3.º  | 49 827 | 15,4 / 100,0 | 8,6  | 1 / 50    | Estável | Oposição          | Nafarroa Bai         |
| 2015 | 2.º  | 53 497 | 15,8 / 100,0 | 0,4  | 1 / 50    | Estável | Governo           | Geroa Bai            |

### Eleições europeias

#### País Basco
| Data | CI. | Votos   | %            | +/- | Deputados | +/-     | Coligação                          |
| ---- | --- | ------- | ------------ | --- | --------- | ------- | ---------------------------------- |
| 1987 | 2.º | 208 135 | 19,4 / 100,0 |     | 0 / 60    |         | União Europeísta                   |
| 1989 | 1.º | 201 809 | 21,0 / 100,0 | 1,6 | 1 / 60    | 1       | Coligação Nacionalista             |
| 1994 | 1.º | 233 626 | 25,9 / 100,0 | 4,9 | 1 / 64    | Estável | Coligação Nacionalista             |
| 1999 | 1.º | 392 800 | 33,9 / 100,0 | 8,0 | 1 / 64    | Estável | Coligação Nacionalista             |
| 2004 | 1.º | 249 143 | 35,3 / 100,0 | 1,4 | 1 / 54    | Estável | Galeusca - Povos da Europa         |
| 2009 | 1.º | 208 432 | 28,5 / 100,0 | 6,8 | 1 / 54    | Estável | Coligação pela Europa              |
| 2014 | 1.º | 208 987 | 27,5 / 100,0 | 1,0 | 1 / 54    | Estável | Coligação pela Europa              |
| 2019 | 1.º | 379 393 | 33,9 / 100,0 | 6,2 | 1 / 54    | Estável | Coligação por uma Europa Solidária |